# コンラッド・ヴァーノン・モートン
コンラッド・ヴァーノン・モートン（Conrad Vernon Morton、1905年10月24日 - 1972年7月29日）は、アメリカ合衆国の植物学者である。スミソニアン研究所で働いた。
カリフォルニア州のフレズノに生まれた。実父は建築会社のオーナーであったが、幼いころに実父は没した。1917年頃、母親は鉄道会社の社員と再婚し、継父の家にはバラ園があり、母親がバラの世話をし、モートンも自ら庭園を栽培をした。1924年からカリフォルニア大学バークレー校で学び、はじめ物理、数学、天文学、スラヴ語などを学ぶが、後に、植物学、分類学、藻類学、菌学を学んで、卒業した。
植物学の講師をした後、スミソニアン研究所の植物学部門に移り、イワタバコ科やナス科の植物などの研究に従事した。1939年にアシスタント・キューレーターに任じられ、ジョージ・ワシントン大学で講義に出席するが博士号を取ることはなかった。博物館の各部門の学芸員職を務め、1970年に上級植物研究職（"Senior Botanist"）に任じられ、管理業務から解放された。アルゼンチンにも3年間滞在し、アルゼンチンのナス科の植物の研究を行ったが、1972年に急死した。モートンの研究はArmando Hunziker とLyman Smithによってまとめられ、1976年に出版された。
キョウチクトウ科のモルトニエラ属（Mortoniella）、シナノキ科の属名Mortoniodendronに献名されている。

## 著書
- Studies of fern types (Smithsonian Institution Press, Washington, two volumes, 1967-1973).
- A revision of the Argentine species of Solanum (Academia Nacional de Ciencias, Córdoba, Argentine, 1976).